# MICO-80

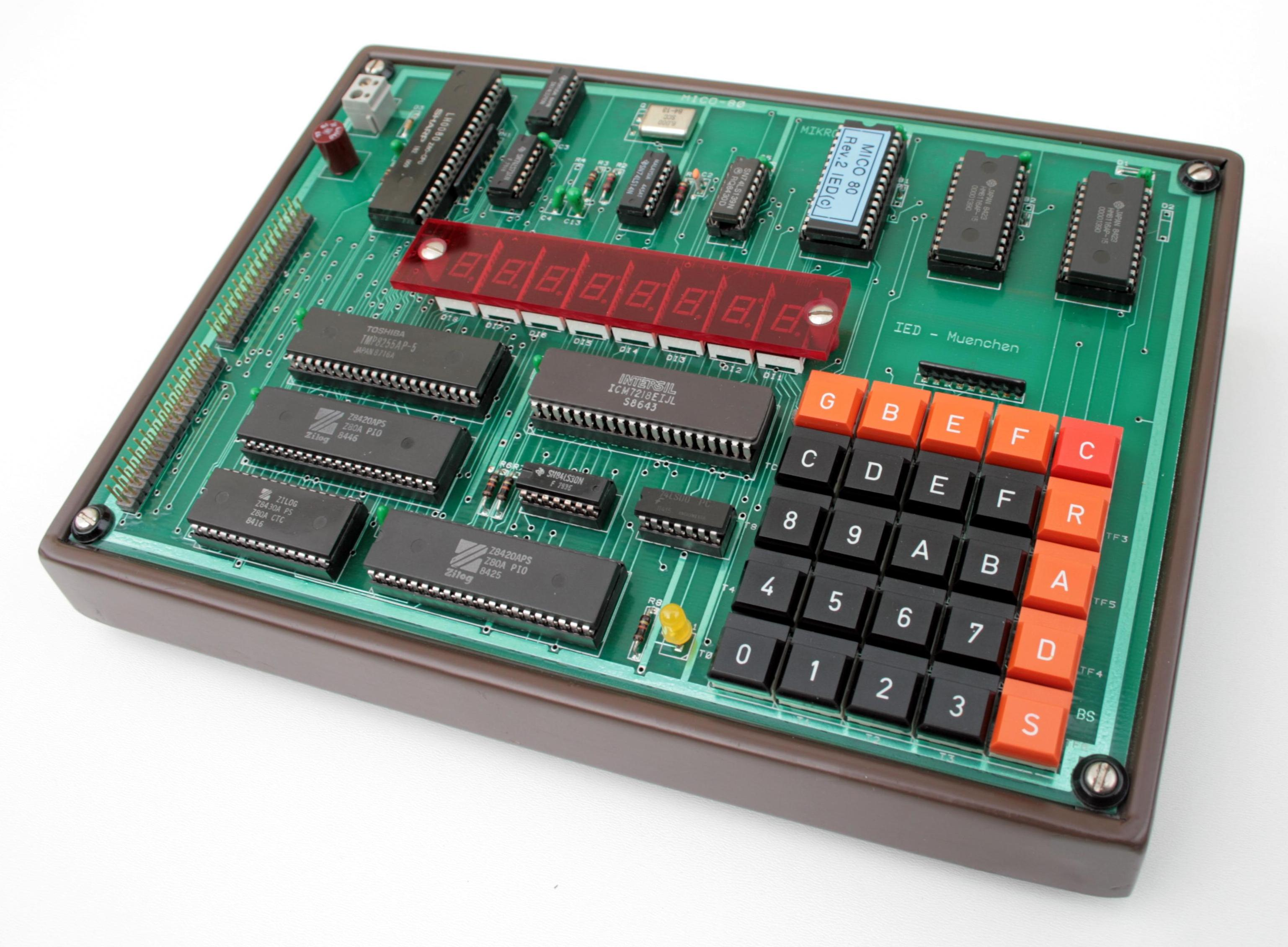
MICO-80 Mikrocomputer im Metallgehäuse

Der MICO-80 ist ein Lerncomputer mit dem Mikroprozessor Zilog Z80, der zur PROFI-5-Mikrocomputerfamilie funktionskompatibel ist.
Er wurde 1982 entwickelt und wird seitdem in der industriellen Aus- und Weiterbildung und bei Inhouse-Seminaren eingesetzt. Mit diesem System lernen Auszubildende und Techniker seither den Aufbau und die Wirkungsweise von Steuerungscomputern. Der MICO-80 ist ein Einplatinencomputer auf Basis des Zilog Z80 8-Bit Mikroprozessors.

## Geschichte

MICO-80 Mikrocomputer-Platine

Der Mikrocomputer MICO-80 wurde von Joseph Kammerer (IED München GmbH) entwickelt und parallel zum PROFI-5E/50E als Bausatz und als Fertiggerät vertrieben.
Die erweiterten Möglichkeiten des Z80-Mikroprozessors, die Befehle zur Einzelbitsteuerung und zur indizierten Adressierung, begründeten den erfolgreichen Einsatz in der Aus- und Weiterbildung vieler Industrieunternehmen, wie Bayernwerk AG, BMW AG, Stadtwerke München und Vorwerk.
Von 1984 bis 2012 wurde das Mikrocomputersystem MICO-80 von der IED Kammerer GmbH, Deutschland vertrieben. Bereits im ersten Jahr wurden 250 Stück verkauft.

## Technische Daten
Der Einplatinencomputer MICO-80 ist auf einer Leiterplatte im Doppel-Europakartenformat (200 × 160 mm) realisiert. Der MICO-80 basiert auf dem 8-Bit-Mikroprozessor Zilog Z80. Die Größe des Arbeitsspeichers liegt im Grundausbau bei 4K oder 8K Byte ROM (EPROM 2732 bzw. 2764) und 6K Byte RAM. Der RAM-Speicher wird aus drei Bausteinen 2116 (2kx8Bit SRAM) gebildet. Hiervon ist meistens ein Baustein durch einen Zero-Power-RAM ausgeführt.

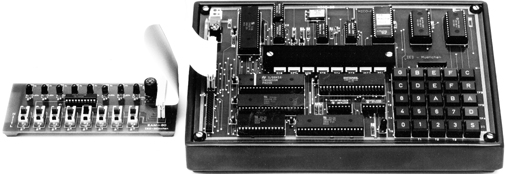
Ein/Ausgabe-Einheit EAM-80 am MICO-80

Als Schnittstellen sind Einzelbit programmierbare Ein-Ausgabe-Leitungen (Z80 PIO und Intel 8255) mit TTL-Pegel verfügbar. Die Leitungen des 8255 und eines Z80 PIO Bausteins sind über zwei 34-polige Stiftleisten herausgeführt. Über die Stiftleisten kann die Ein/Ausgabe-Einheit EAM-80 oder die Verbindungsbox VK-8 angeschlossen werden. Über einen zweiten Z80 PIO Baustein werden die 25 Tasten abgefragt und die achtstellige Siebensegmentanzeige angesteuert.

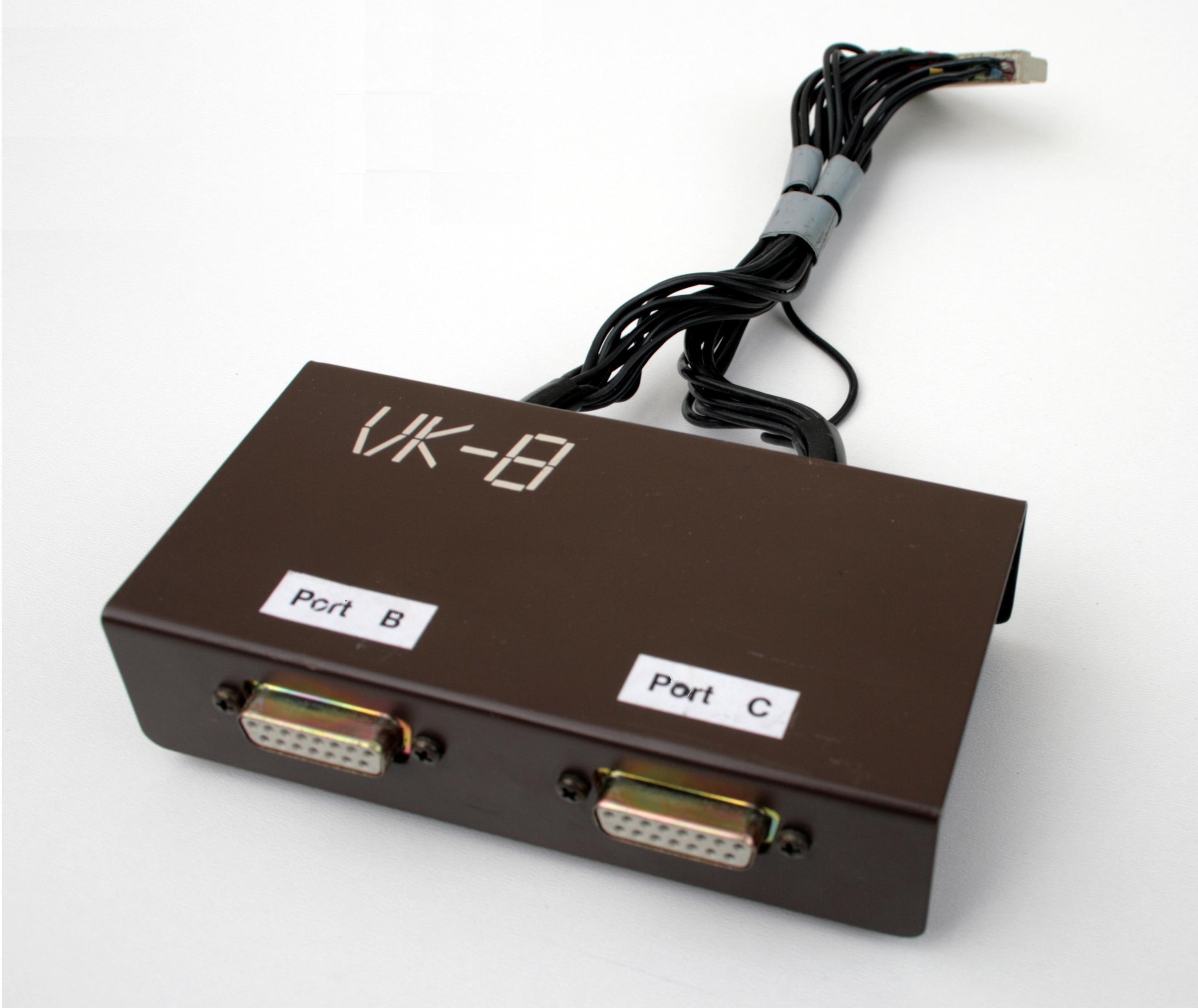
VK-8 zum Anschluss der PROFI-5-Zusatzhardware

Die Ein/Ausgabe-Einheit EAM-80 ermöglicht es, über jeweils einen Port der Z80 PIO oder des 8255 Bausteins die Stellung von acht Schaltern einzulesen und Daten auf acht LEDs auszugeben. Die Verbindungsbox VK-8 ermöglicht den Anschluss von Hardware des PROFI-5 Mikrocomputersystems, z. B. der Ein-/Ausgabe EA-8 oder der A/D- und D/A-Wandlerplatine.
Eine serielle V.24-Schnittstelle in reduzierter Verkabelung ist optional erhältlich. Sie ist im Gerät integriert oder als Zusatzplatine kontaktierbar. Als Zeitgeber- und Zähler-Baustein ist ein Z80 CTC (Z8430) serienmäßig verbaut.
Der MICO-80 hat im ROM ein Monitorprogramm. Das Monitorprogramm ermöglicht die Eingabe von Programm und Daten im Hexadezimalsystemcode, Abarbeitung im Einzelschritt- sowie Automatikmodus, Anzeige und Editieren der Registerinhalte. Die Bedienung erfolgt über 9 Funktionstasten, die Eingabe der Daten im Hexadezimalsystem über 16 Tasten die mit den Ziffern 0..9 und A..F beschriftet sind. Die Reset-Taste ermöglicht einen Warmstart.
Die ausführbaren Funktionen und die verwendeten Speicherbereiche sind kompatibel zum Monitorprogramm des PROFI-5E/PROFI-50E. Der MICO-80 kann sowohl im Intel 8080 als auch im Zilog Z80 Maschinencode programmiert werden.
Als Anzeige steht eine achtstellige Siebensegment-LED-Anzeige zur Verfügung. Über die V.24-Schnittstelle können ein, am PC entwickeltes Programm heruntergeladen bzw. ein Speicherdump oder ein disassembliertes Programm gedruckt werden.
Zusätzlich kann das Programmiergerät PR-8 parallel über Flachbandkabel an den MICO-80 angeschlossen werden. Hiermit konnten EPROMs 2708 (8K x 1Bit), 2716 (2K x 1Bit) und 2732 (4K x 1Bit) programmiert werden.

Programmiergerät PR-8

## Erweiterungsmöglichkeiten
Für den MICO-80 gibt es Erweiterungsplatinen und Software:
- Ein/Ausgabe-Einheit EAM-80 mit 8 Schaltern und 8 LEDs
- Serielle Schnittstelle V.24
- Programmiergerät PR-8
- Verbindungsbox VK-8 zum Anschluss der PROFI-5E Hardware
- Editor, Z80-Assembler und Download-Programm für Software-Entwicklung am PC unter MS-DOS (für MICO-80)